# 浜田博
浜田 博（はまだ ひろし、1939年（昭和14年）2月5日 - ）は、日本の政治家。立憲民主党大分県連顧問。2003年4月より2015年4月まで別府市長を務めた。

## 経歴
- 1957年 大分県立別府鶴見丘高等学校卒業
- 1961年 大分大学学芸学部卒業、小学校教諭となる。大分県教職員組合加盟。
- 1979年 別府市議会議員（2期8年）
- 1987年 大分県議会議員（4期16年）
- 2003年4月 別府市長に就任
- 2006年5月 別府市長に再選
- 2007年4月 別府市長に再選（3期目）
- 2011年4月 別府市長に再選（4期目）
- 2018年11月 旭日中綬章受章